# Thrixspermum japonicum
Thrixspermum japonicum là một loài lan bản địa của Hàn Quốc, south-central and miền nam Nhật Bản.

## Hình ảnh

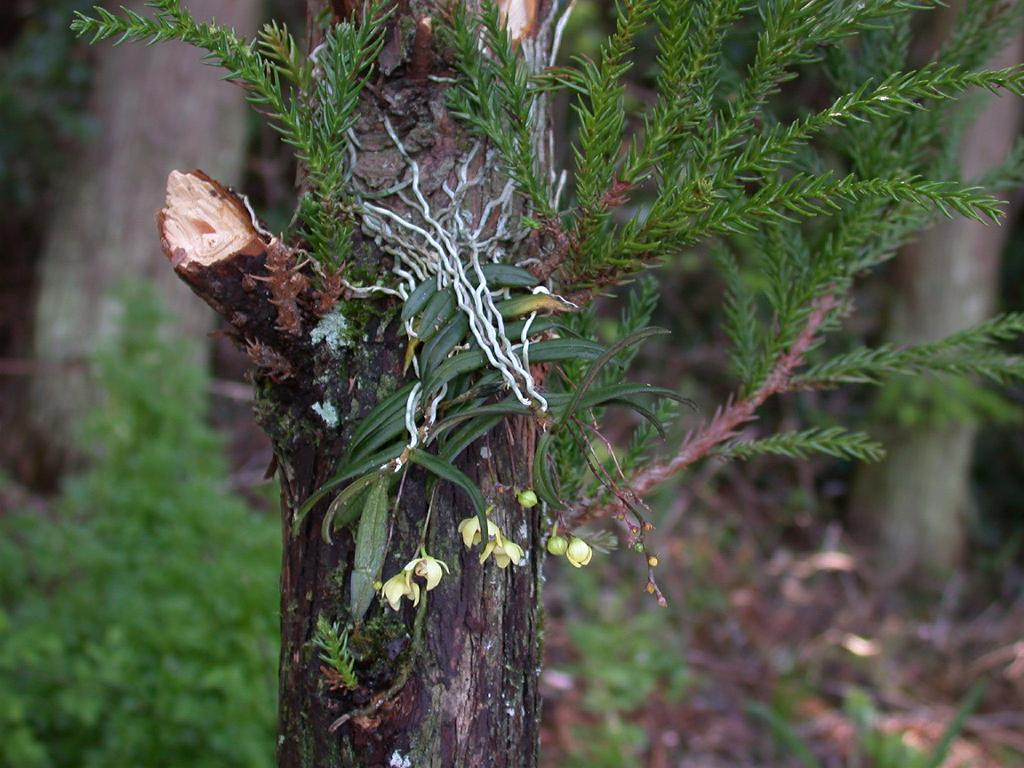